# Liste der denkmalgeschützten Objekte in Ehenbichl
Die Liste der denkmalgeschützten Objekte in Ehenbichl enthält die denkmalgeschützten, unbeweglichen Objekte der Gemeinde Ehenbichl.

## Denkmäler
| Foto |                 | Denkmal                                                                                            | Standort                                      | Beschreibung | Metadaten |
| ---- | --------------- | -------------------------------------------------------------------------------------------------- | --------------------------------------------- | --- | --- |
| ja   | Datei hochladen | Ortskapelle hl. Magnus, ehem. hl. Sebastian HERIS-ID: 58938 Objekt-ID: 69838 TKK: 27878            | Kirchweg 3 Standort KG: Ehenbichl             | Die Ortskapelle wurde 1680 aufgrund eines Gelübdes im Pestjahr 1635 errichtet. Die große, gemauerte Kapelle hat einen dreiseitigen Chor unter einem Satteldach und darauf einen Dachreiter mit spitzem Zeltdach. Im Osten ist die Sakristei angebaut. An der Giebelfassade erfolgt der Zugang durch ein Rundbogenportal. Die Kapelle hat mehrere Rundbogenfenster seitlich des Portals, im Giebelbereich und an den Traufseiten. Der Betraum ist zweijochig mit einer Flachdecke, eingezogener Chorbogen, im Chor Tonnengewölbe mit Stichkappen über den Fenstern. | BDA-Hist.: Q38085381 Status: § 2a Stand der BDA-Liste: 2025-06-30 Name: Ortskapelle hl. Magnus, ehem. hl. Sebastian GstNr.: .50 Magnuskapelle, Ehenbichl |
| ja   | Datei hochladen | Bildstock HERIS-ID: 64233 Objekt-ID: 76940 TKK: 27880                                              | bei Reuttener Straße 6 Standort KG: Ehenbichl | Der moderne Bildstock aus dem Jahre 1972 hat ein steiles, schindelgedecktes Walmdach, darunter eine schmiedeeisenvergitterte Rundbogennische. In der Nische ein Gemälde Beweinung Christi aus dem Jahre 1863. | BDA-Hist.: Q38105953 Status: § 2a Stand der BDA-Liste: 2025-06-30 Name: Bildstock GstNr.: 180/1 Bildstock Reuttener Straße, Ehenbichl                    |
| ja   | Datei hochladen | Ortskapelle hl. Georg HERIS-ID: 64237 Objekt-ID: 76944 TKK: 27879                                  | bei Rieden 5 Standort KG: Ehenbichl           | Die Ortskapelle wurde 1900 an Stelle eines Vorgängerbaus errichtet. Der Hochaltar des zweijochigen Raums stammt aus dem Jahr 1938. | BDA-Hist.: Q38105974 Status: § 2a Stand der BDA-Liste: 2025-06-30 Name: Ortskapelle hl. Georg GstNr.: .104 Georgskapelle, Rieden                         |
| ja   | Datei hochladen | Bauernhaus mit Fresko hll. Christophorus und Sebastian HERIS-ID: 64236 Objekt-ID: 76943 TKK: 27886 | Unterried 18 Standort KG: Ehenbichl           | Das Bauernhaus stammt im Kern aus der 2. Hälfte des 15. Jahrhunderts. An der Hofwand ein spätgotisches Fresko hll. Christophorus und Sebastian. | BDA-Hist.: Q38105963 Status: Bescheid Stand der BDA-Liste: 2025-06-30 Name: Bauernhaus mit Fresko hll. Christophorus und Sebastian GstNr.: .57           |